# القصابي
القصابي مركز بلدية تابعة لدائرة أولاد خضير بولاية بني عباس وتعد البلدية الحدودية مع ولاية أدرار.
بها 5 احياء أولاد حمزة القصر قلايت الحميدات والحي الجديد.
تضم بلدية القصابي ثلاثة قرى مجاورة لها هي:
- بنت الشرك
- حاسي عبد الله
- تيمغارين

## المناخ
يظهر الجدول التالي التغييرات المناخية على مدار السنة لالقصابي:
| البيانات المناخية لـالقصابي       | البيانات المناخية لـالقصابي | البيانات المناخية لـالقصابي | البيانات المناخية لـالقصابي | البيانات المناخية لـالقصابي | البيانات المناخية لـالقصابي | البيانات المناخية لـالقصابي | البيانات المناخية لـالقصابي | البيانات المناخية لـالقصابي | البيانات المناخية لـالقصابي | البيانات المناخية لـالقصابي | البيانات المناخية لـالقصابي | البيانات المناخية لـالقصابي | البيانات المناخية لـالقصابي |
| الشهر                             | يناير                       | فبراير                      | مارس                        | أبريل                       | مايو                        | يونيو                       | يوليو                       | أغسطس                       | سبتمبر                      | أكتوبر                      | نوفمبر                      | ديسمبر                      | المعدل السنوي               |
| --------------------------------- | --------------------------- | --------------------------- | --------------------------- | --------------------------- | --------------------------- | --------------------------- | --------------------------- | --------------------------- | --------------------------- | --------------------------- | --------------------------- | --------------------------- | --------------------------- |
| متوسط درجة الحرارة الكبرى °م (°ف) | 19.4 (66.9)                 | 22.4 (72.3)                 | 26.8 (80.2)                 | 31.9 (89.4)                 | 36.2 (97.2)                 | 42.1 (107.8)                | 45.5 (113.9)                | 43.8 (110.8)                | 39.3 (102.7)                | 32.0 (89.6)                 | 24.7 (76.5)                 | 18.4 (65.1)                 | 31.9 (89.4)                 |
| المتوسط اليومي °م (°ف)            | 11.7 (53.1)                 | 14.5 (58.1)                 | 18.7 (65.7)                 | 23.6 (74.5)                 | 27.9 (82.2)                 | 33.5 (92.3)                 | 36.8 (98.2)                 | 35.4 (95.7)                 | 31.5 (88.7)                 | 24.6 (76.3)                 | 17.7 (63.9)                 | 12.0 (53.6)                 | 24.0 (75.2)                 |
| متوسط درجة الحرارة الصغرى °م (°ف) | 4.1 (39.4)                  | 6.7 (44.1)                  | 10.7 (51.3)                 | 15.4 (59.7)                 | 19.6 (67.3)                 | 24.8 (76.6)                 | 28.1 (82.6)                 | 27.1 (80.8)                 | 23.7 (74.7)                 | 17.2 (63.0)                 | 10.8 (51.4)                 | 5.7 (42.3)                  | 16.2 (61.1)                 |
| الهطول مم (إنش)                   | 3 (0.1)                     | 3 (0.1)                     | 5 (0.2)                     | 2 (0.1)                     | 1 (0.0)                     | 0 (0)                       | 0 (0)                       | 1 (0.0)                     | 1 (0.0)                     | 4 (0.2)                     | 5 (0.2)                     | 4 (0.2)                     | 29 (1.1)                    |
| المصدر: climate-data.org          |                             |                             |                             |                             |                             |                             |                             |                             |                             |                             |                             |                             |                             |